# Ébalo I de Roucy
Ébalo I de Roucy (em latim: Ebalus; em francês: Ebles; ? - 1033) foi Conde de Roucy desde o ano 1000 até ao ano de 1033. Foi também arcebispo de Reims entre 1021 e 1033.

## Relações familiares
É tradicionalmente considerado como sendo filho do conde Gilberto I de Roucy (951 - 991) de uma filha do duque da Aquitânia, Guilherme III da Aquitânia  "o Cabeça de Estopa" (915 - 3 de abril de 963) e de Adélia da Normandia. Casou com Beatriz de Hainaut, de quem foi o 2.º marido, (já que esta havia casado com Manassas de Ramerupt), filha de Rainério IV de Hainaut (947 - 1013) e de Heduvige de França (c. 970 - c. 1013), de quem teve:
1. Alice de Roucy (c. 1020 - 1062) casada com Hilduino IV de Montdidier (c. 1020 - 1063)[2][3].